# Нідал Челик
Нідал Челик (босн. Nidal Čelik; нар. 17 липня 2006, Сараєво) — боснійський футболіст, захисник французького клубу «Ланс».

## Клубна кар'єра
Вихованець академії «Сараєва», до якої приєднався 2017 року. 27 вересня 2023 року дебютував в основному складі клубу, вийшовши на заміну в матчі Кубка Боснії і Герцеговини проти «Слоги Ускопльє». 9 грудня в поєдинку проти клубу ГОШК дебютував у боснійській Прем'єр-лізі.
27 червня 2024 року продовжив контракт з клубом до 2027 року. 11 липня 2024 року в матчі кваліфікації Ліги конференцій УЄФА проти казахстанського «Актобе» дебютував у єврокубках.
3 лютого 2025 року перейшов у французький «Ланс», підписавши контракт до літа 2029 року. Сума трансферу становила 2,5 млн євро.

## Кар'єра в збірній
Виступав за збірні Боснії і Герцеговини до 15, до 16, до 17, до 18, до 19 і до 21 років.
9 листопада 2024 року вперше викликаний до збірної Боснії і Герцеговини головним тренером Сергеєм Барбарезом для участі в матчах Ліги націй УЄФА проти збірних Німеччини та Нідерландів, втім на поле в цих зустрічах не виходив.

## Статистика виступів
Станом на 22 лютого 2025 
| Клуб              | Сезон             | Чемпіонат         | Чемпіонат | Чемпіонат | Кубок | Кубок | Єврокубки | Єврокубки | Всього | Всього |
| Клуб              | Сезон             | Дивізіон          | Матчі     | Голи      | Матчі | Голи  | Матчі     | Голи      | Матчі  | Голи   |
| ----------------- | ----------------- | ----------------- | --------- | --------- | ----- | ----- | --------- | --------- | ------ | ------ |
| Сараєво           | 2023–24           | Прем'єр-ліга      | 10        | 0         | 1     | 0     | —         | —         | 11     | 0      |
| Сараєво           | 2024–25           | Прем'єр-ліга      | 15        | 0         | 0     | 0     | 4         | 0         | 19     | 0      |
| Сараєво           | Всього            | Всього            | 25        | 0         | 1     | 0     | 4         | 0         | 30     | 0      |
| Ланс              | 2024–25           | Ліга 1            | 0         | 0         | 0     | 0     | 0         | 0         | 0      | 0      |
| Всього за кар'єру | Всього за кар'єру | Всього за кар'єру | 25        | 0         | 1     | 0     | 4         | 0         | 30     | 0      |

1. ↑  Матчі в Лізі конференцій УЄФА